# Пилип Терновський
Пилип Терновський (1838 — 1884) — український історик, біблеїст, дослідник протестантизму та перекладач. Професор Київської духовної академії. Один із перших  дослідників спадку митрополита Стефана Яворського. Доцент кафедри церковної історії в Імператорському університеті Святого Володимира. Брат історика Сергія Терновського.

## Життєпис
Народився 23 серпня 1838 в Москві; син православного диякона (згодом священика храму Воздвиження «на Острожках»). 
Середню освіту здобув у Московській духовній семінарії (1852 — 1858), вищу – у Московській духовній академії, курс якої закінчив у 1862 зі ступенем магістра богослов’я, нагороджений за дисертацію «Місцеблюститель Патріаршого престолу митрополит Стефан Яворський і Димитрій Тверитинов»; через два роки ця робота вийшла у доповненому та розширеному вигляді під назвою «Митрополит Стефан Яворський; біографічний нарис» — одна з найзначніших праць в історичній літературі про діяльність Стефана Яворського.
Ще на студентській лаві Терновський опублікував кілька робіт, здебільшого за підписом "Ф. Алексєєв", — серед них: "Сучасний релігійний рух в Італії " ("Православний огляд", 1860, кн. 8), "Положення протестантських партій у Пруссії " («Православний огляд», 1860, кн. 11), «Німецький богослов Християн Бунзен та його літературні праці» («Православний огляд», 1861, кн. 5), «Огляд матеріалів для історії російської духовної літератури » («Православний огляд»), 1862, кн. 3), «З історії наших духовних шкіл у XVIII столітті» («Православний огляд», 1862, кн. 10) і «Про чернецтво та безшлюбність щодо обрання в сан єпископа» («Православний огляд») . За ці роботи та дисертацію Терновський призначений бакалавром Київської духовної академії на кафедрі богослов'я (з 30 жовтня 1862), а у грудні 1863 на кафедру російської цивільної історії, на якій до лютого 1866 вважався бакалавром, а потім підвищений до екстраординарного професора, яким був 17 років. Одночасно з професурою, Терновський обіймав у Київській академії з 1868 по 1870 посаду викладача німецької мови . Також у період 1863 — 1873 Терновський був учителем російської історії в Київському єпархіальному училищі.
28 березня 1869 запрошений приват-доцентом в університет Святого Володимира на кафедру церковної історії і 1872 затверджений у званні штатного доцента. За роботу «Вивчення візантійської історії та її тенденційний додаток до давньої Русі» («Київські Університетські вісті», 1875—1876, та од.: Київ 1877, 2 вип. — С. 214+301) удостоєний університетом у 1877 звання професора історії.
П. Терновський залишив дуже значну літературну спадщину. Для створення деяких праць він працював у московських та петербурзьких архівах та їздив навіть на грецький Афон. 
Головні роботи Терновського з історії протестантизму і вільнодумства в Московії наступні: 
- «Московські єретики за царювання Петра І» («Православний огляд», 1863, книги 4—6, та од.: Москва, 1863),
- «Матеріали у справі Тверитинова» («Православний огляд», 1863, кн. 8),
- «Рожнець духовний» і «Камінь віри»,
- два полемічні твори проти московських єретиків за царювання Петра І» («Православний огляд», 1863, кн. 11 і 12),
- «Матеріали для історії містицизму в Росії» («Праці Київської духовної академії», 1863, т.д. ІІІ, кн. 10),
- «Російське вільнодумство при Катерині II та епоха реакцій» («Праці Київської духовної академії», 1868, кн. 3 і 7),
- «Імператор Петро І у його відношеннях до католицтва та протестантства» («Праці Київської духовної академії», 1869, кн. 3).

У деяких із цих робіт Синод Відомства православного сповідання побачив «напрямок, несуголосний з духом православ'я, і схильність до думок протестантських істориків» та указом від 16 листопада 1883 звільнив його від професури у Київській духовній академії. Доцентом в університеті Терновський, однак, залишився. Ще раніше, у грудні 1879, його обрано екстраординарними професором, але затверджено не було, за офіційним поясненням — через кошторис. 
Останні роки життя (1883 — 1884) він був також викладачем російської історії на вищих жіночих курсах у Києві.
Пилип Терновський був співробітником журналу «Недільне читання», брав діяльну участь у редагуванні перекладу сучасною мовою «Апокрисиса » (Київ, 1870), «Актів російського Афонського монастиря» (грецькою та московською мовами), «Матеріалів для історичної топографії», «Творіння блаженного Ієроніма» (з латинської) та перекладу з французької статті Амедея Тьєррі «Про блаженного Ієроніма». Йому належить редакція російської компіляції книги Куно Фішера «Бекон Веруламський» (1863).
За дорученням Товариства історії та старожитностей російських він закінчив переклад «Літопису візантійця Феофана», розпочатий професором К. І. Оболенським ще 1859; переклад цей був надрукований у «Читаннях» товариства за 1884 (кн. 1-3) (1885, кн. 1-4) та 1886 (кн. 1-3). Низка актів, перекладених Терновським з грецької, була надрукована в «Записках Одеського товариства історії та старожитностей Російських».
Терновський був дійсним членом Одеського товариства історії та старожитностей, Імператорського Московського археологічного товариства, Історичного товариства Нестора-літописця та Церковно-археологічного товариства при Київській духовній академії.
Помер 4 червня 1884 у Києві.